# Municipio de Murdock (Illinois)
El municipio de Murdock (en inglés: Murdock Township) es un municipio ubicado en el condado de Douglas en el estado estadounidense de Illinois. En el año 2010 tenía una población de 225 habitantes y una densidad poblacional de 2,81 personas por km².

## Geografía
El municipio de Murdock se encuentra ubicado en las coordenadas 39°49′43″N 88°4′48″O / 39.82861, -88.08000. Según la Oficina del Censo de los Estados Unidos, el municipio tiene una superficie total de 79.98 km², de la cual 79,88 km² corresponden a tierra firme y (0,12 %) 0,1 km² es agua.

## Demografía
Según el censo de 2010, había 225 personas residiendo en el municipio de Murdock. La densidad de población era de 2,81 hab./km². De los 225 habitantes, el municipio de Murdock estaba compuesto por el 94,22 % blancos, el 3,11 % eran afroamericanos, el 0,44 % eran asiáticos, el 1,33 % eran de otras razas y el 0,89 % eran de una mezcla de razas. Del total de la población el 4,89 % eran hispanos o latinos de cualquier raza.